# آل رضوان
آل رضوان (بالتركية: Rizvan)‏ كانت من أبرز عائلات الباشا في فلسطين، وحكمت المناطق الجنوبية الغربية من إيالة دمشق ("ولاية دمشق") في القرنين السادس عشر والسابع عشر تحت الحكم العثماني. كانت السلالة متمركزة في غزة، حيث عمل أعضاؤها باستمرار كحكام الوراثة (حكام المقاطعات) في السنجق (منطقة إقليمية) لأكثر من قرن. حكم الأعضاء أيضًا مقاطعات ومقاطعات مختلفة في جميع أنحاء الإمبراطورية العثمانية وحملوا ألقابًا إضافية في أوقات مختلفة. كانت فترة الرضوان في غزة تعتبر العصر الذهبي الأخير للمدينة.
أسس هذه الأسرة قرا شاهين مصطفى باشا، الذي شغل منصب حاكم عدد من المحافظات والمقاطعات، بما في ذلك غزة، خلال حياته المهنية. سُميت الأسرة على اسم ابن مصطفى رضوان باشا الذي شغل منصب حاكم غزة عام 1570 حتى خلفه ابنه أحمد باشا بن رضوان بعد ذلك بعامين. خدم الأخير لمدة 30 عامًا، أصبحت خلالها غزة المعقل الرئيسي للسلالة. كان سنجق القدس ونابلس تحت إدارة أحمد باشا بشكل متقطع طوال فترة حكمه.
بعد إعادة تعيين أحمد باشا بيلربي (حاكم مقاطعة) لدمشق عام 1601، ورث ابنه حسن عراب باشا حاكم غزة، حيث احتل هذا المنصب لمدة 43 عامًا. أدى حكمه إلى إفقار غزة وإفلاس السلالة. تم تعيين ابن حسن باشا وخليفته حسين باشا في المكتب عام 1644 وخدم حتى عام 1672. تحت قيادة حسين باشا، أصبحت غزة مدينة مزدهرة وآمنة ومتنوعة دينياً. تم عزله وإعدامه من قبل السلطات العثمانية عام 1663، وبعد ذلك تم تعيين شقيقه موسى باشا في هذا المنصب، وخدم حتى عام 1679. كان آخر محافظي غزة في رضوان هو أحمد باشا نجل موسى باشا الذي انتهت ولايته عام 1690.

## تاريخ

### التأسيس
تأسست سلالة رضوان على يد قره شاهين مصطفى (المعروف لاحقًا باسم "مصطفى باشا")، البوسني العرقي، من جنود القاپي قولو سابقًا (مقر الباب العالي) سليمان القانوني. كجزء من نظام التنمية العثمانية، تلقى مصطفى باشا تعليمه من الخدمة الداخلية للقصر، وتم ترقيته تدريجياً إلى مناصب رفيعة في الحكومة. في عام 1524، بعد أن شغل على التوالي منصب حاكم أرضروم وديار بكير ثم كمدرس شخصي لشاهزاده بايزيد نجل السلطان سليمان،  تم تعيينه مؤقتًا حاكمًا لغزة، عاصمة سنجق تحمل نفس الاسم واحتفظت بأهميتها. من العصر المملوكي السابق. بحلول عام 1560، تمت ترقيته إلى منصب حاكم مصر.
خلف مصطفى باشا حاكمًا لغزة ابنه رضوان باشا، الذي أطلق على سلالة رضوان اسمها. شغل رضوان سابقًا منصب أمين صندوق اليمن.  في عام 1565، تمت ترقية رضوان باشا إلى بيلربي (الحاكم العام) لليمن لمدة عامين قبل أن يعود ليحكم غزة لفترة قصيرة في عام 1567.  في هذه الأثناء، في عام 1566، تم عزل مصطفى باشا من قبل السلطان الجديد سليم الثاني لقربه من بيازيد، شقيق سليم ومنافسه على السلطة. توفي مصطفى باشا بعد ذلك بوقت قصير.  وفقًا للمؤرخ جان بيير فيليو، أصبح رضوان حاكمًا لغزة عام 1570.  بحلول عام 1571،  تمت ترقية رضوان باشا إلى والي (حاكم إقليمي) حبيش (الحبشة الساحلية) والبصرة وديار بكير على التوالي، بينما بهرام باشا، الابن الثاني لمصطفى باشا ومسؤول رفيع المستوى في الحكومة العثمانية، أصبح محافظًا لنابلس في منتصف القرن السادس عشر. بعد مرور بعض الوقت، تمت ترقية بهرام باشا إلى بييلربى من دمشق ثم أمير الحج فيما بعد، مما جعله مسؤولاً عن قافلة الحج الإسلامية إلى مكة المكرمة.

### معقل في غزة
في غزة، حل محل رضوان باشا ابنه أحمد باشا الذي حكم قرابة 30 عامًا. في بعض الأحيان خلال حكمه، تم إلحاق سناجق نابلس والقدس بغزة سنجق. أصبح الأخير معقل العائلة وقاعدة سلطتها تحت قيادة أحمد باشا.  قرب القرن السابع عشر، قام بتوسيع قصر الباشا في غزة من العصر المملوكي وتحويله إلى حصن العائلة وقصر الحاكم. خدم أحمد باشا بشكل متقطع كأمير الحج، لكنه كافح للحصول على مزيد من الترقية من قبل الحكومة العثمانية، واضطر إلى الضغط على العديد من الوزراء والبيروقراطيين المقيمين في اسطنبول بمبالغ مالية كبيرة وهدايا أخرى، على عكس أسلافه. وفي النهاية عُيِّن حاكماً لدمشق عام 1601، فيما ورث ابنه حسن "عراب" باشا حاكماً لغزة. توفي أحمد باشا فيما بعد عام 1607.
اشتق لقب حسن باشا أراب ("بدوي") من علاقات عائلة رضوان الجيدة وسمعتها في إبقاء القبائل البدوية تحت السيطرة. عندما تم تكليف حسن من قبل السلطان مراد الرابع للمساعدة في قمع تمرد طويل الأمد لفخر الدين الثاني (1623-1635)، أثبتت وحدات حسن البدوية في كثير من الأحيان فعاليتها في المعركة. خلال هذه الفترة، تولى حسن باشا منصب حاكم طرابلس، على الرغم من خلعه عام 1644. لقد أدى حكمه إلى إفقار غزة سنجق وأثقل كاهل عائلة رضوان بالديون الثقيلة. وفقًا للمؤرخ الدمشقي والمعاصر لحسن، محمد بن فضل الله المحبي، كان لحسن باشا العديد من الزوجات والمحظيات وأنجب 85 طفلاً. في حياة حسن باشا، شغل أحد أبنائه، حسين باشا، منصب حاكم نابلس والقدس وكذلك أمير الحاج.
بعد إقالة حسن باشا عام 1644، ورث حسين باشا حاكم غزة وأدار المنطقة جيدًا. لأنه كان قادرًا على ضمان سلامة الطرق الرئيسية والريف من خلال تأمين والحفاظ على علاقات وثيقة مع القبائل البدوية المحلية، تمكنت غزة ومدن أخرى في فلسطين من الازدهار والتطور على نطاق واسع في عهد حسين باشا. وارتفعت أهمية المدينة إلى درجة اعتبرت فيها غزة "عاصمة فلسطين" من قبل القنصل الفرنسي في إيالة صيدا، لوران دارفيو. كما طور حسين باشا علاقات ودية مع المجتمعات المسيحية واليهودية في المدينة، مما سمح للأولى ببناء كنائس جديدة واستعادة الكنائس الموجودة.  عين حسين باشا ابنه إبراهيم حاكمًا للقدس، لكن إبراهيم توفي في حملة عسكرية عام 1661 ضد العشائر موحدون دروز في لبنان.

### يسقط
في عام 1663، تم إرسال حسين باشا في رحلة استكشافية لمساعدة والي دمشق في قمع تمرد بدوي، لكنه فشل وترك المعركة مخزية.  بعد التماسات من أعدائه في الحكومة العثمانية، تم استدعاؤه إلى اسطنبول حيث تم سجنه وقتل بعد ذلك بوقت قصير.  وبحسب المؤرخ درور زئيفي، فإن الدولة العثمانية أصبحت حذرة من تنامي قوة الرضوان وتعتقد أن القضاء على حسين باشا سيمكنهم من "تدمير بقايا السلالة الممتدة".  كانت السلطات الإمبراطورية أيضًا غير مرتاحة لعلاقات حسين باشا بالقنصل الفرنسي ومسيحيون عرب. وبحسب فيليو، فإن تصفية حسين كانت نتيجة لهذه "العلاقة الخاصة". 
خلف موسى باشا أخيه حسين باشا محافظًا لغزة ووسط فلسطين، لكن مدة ولايته غير معروفة تمامًا، على الرغم من أن وثيقة من القدس في عام 1670 نصت عليه كمحافظ. وفقًا للمؤرخ جان بيير فيليو، انتهى حكم موسى باشا عام 1679. أوقف موسى سياسات الحسين الليبرالية مع غير المسلمين وكان أكثر حذراً تجاه الرغبات العثمانية خلال فترة حكمه. وخلف أحمد باشا بن موسى والده وكان آخر محافظي رضوان على غزة حتى عام 1690. بعد انتهاء حكمه، جُردت سلالة رضوان من حكامها الوراثي، وبعد ذلك جاء المسؤولون المعينون من قبل الحكومة العثمانية ليحكموا غزة، التي تراجعت أهميتها تدريجياً. تزامن هذا مع الانسحاب العام لدعم السلالات المحلية من مقر الباب العالي (الحكومة الإمبراطورية العثمانية). يُعرف أحفاد سلالة الرضوان المعاصرون في غزة باسم دار الباشا أو "بيت الباشوات". 

## ثقافة
من غير المعروف ما إذا كان أفراد عائلة رضوان يفضلون استخدام اللغة العربية أو التركية للتواصل مع بعضهم البعض ومع الأشخاص الذين يتحدثون العربية في الغالب والذين يعيشون في مناطقهم.  بصفتهم مسؤولين عثمانيين، كانوا يتحدثون التركية جيدًا،  ولكن من الواضح أيضًا أنهم كانوا على دراية جيدة باللغة العربية والعادات، بسبب إتقان الأدب العربي الذي كان يمتلكه مختلف حكام رضوان والعلاقات الوثيقة التي حافظوا عليها مع حكام رضوان. النخب المحلية، مثل عائلة توراباي العربية، والقبائل البدوية. باستثناء المراسيم الإمبراطورية أو الإقليمية، تم تسجيل سجلات المحكمة في سناجق غزة ونابلس والقدس واللجون، والتي حكمها الرضوان وحلفاؤهم في كثير من الأحيان، باللغة العربية، على الرغم من أن القاضي في الإسلام كان عادةً متحدثًا تركيًا إمبراطوريًا، وبالتالي، التركية لم تكن سجلات اللغة مطلوبة.  الزواج المختلط والروابط الاجتماعية السياسية التي حافظ عليها الريدوان مع التورابي والفاروخ الشركس خلقت "ثقافة هجينة بدوية-عثمانية جديدة" والتي كانت "واضحة في حياة المحكمة واللباس وربما اللغة أيضًا"، وفقًا للمؤرخ درور زي.

### تحالف رضوان - ترابى - فروخ
بين القرنين السادس عشر والسابع عشر، سيطرت ثلاث عائلات على السنجق التي كانت تشكل منطقة فلسطين: كان الرضوان يسيطرون على غزة، بينما كان الفاروخ والترابي يسيطرون على نابلس ولجون على التوالي. بسبب المصالح المشتركة وعلاقات تجنيد إجباري السابقة، أقامت العائلات الثلاث علاقات وثيقة طوال فترة حكمهم. كان الريدوان الفصيل المهيمن في هذه السلالة الموحدة الناشئة. تشير السجلات العثمانية إلى أدلة على التزاوج بين العائلات. على سبيل المثال، حفيدة أحمد بن توراباي، مؤسس سلالة توراباي، كانت والدة الحاكم عساف فروخ باشا. وكانت زوجة عساف شقرا خاتون، ابنة الحاكم حسين باشا. بعد وفاة عساف باشا وشقرة، دخل ابناهما محمد بك وعلي بك في عهدة شقيق حسين، الحاكم موسى باشا. تزوجت ابنة حسن "اراب" باشا شقيقة موسى وحسين من علي فروخ شقيق عساف.  كما ساعد تقاسم الممتلكات المشتركة في الحفاظ على وحدة العائلات. 
تعامل تحالف رضوان وفاروخ وتوراباي مع أراضي فلسطين، وفي بعض الأحيان شرق الأردن، على أنها تيمار وراثية. خلال الفترات العصيبة، توحد العائلات الثلاث قواتها لمواجهة تحديات المتمردين أو الخصوم المحليين.  نشأت العلاقة العسكرية بينهما من خلال حماية قافلة الحج السنوية. عندما تم تكليف محافظ معين بدور أمير الحاج، كان سيتطلب منه مغادرة سنجقه لفترات طويلة. من أجل حماية مناطقهم من الغارات البدوية والتهرب الضريبي وتلف الممتلكات الشخصية، عهد المحافظون المغادرون عادة سلطتهم إلى حكام السنجق المجاورة. على سبيل المثال، في عام 1589، طلب رضوان باشا من عساف بن توراباي أن يحل محله مؤقتًا كحاكم لدمشق، ليبدأ تقليدًا استمر حتى القرن السابع عشر.
تطورت الثقة المتبادلة بين العائلات إلى تحالف عسكري قوي في أوائل القرن السابع عشر نتيجة لزيادة قوة فخر الدين المعني الثاني في سوريا العثمانية. بدعم من دوق توسكانا الأكبر من ميديشي، أصلح فخر الدين لفترة وجيزة علاقاته مع الحكومة العثمانية وفي عام 1622 سيطر على سنجق صفد عجلون، وأصبح حاكمًا لنابلس وعين المتسلم (جابي الضرائب) على غزة. تقدمت قواته باتجاه القدس، وعبرت السهل الساحلي لفلسطين. هددت تحركات فخر الدين حكم العائلات الثلاث التي شكلت، بتشجيع من الباب العالي في اسطنبول، تحالفا لوقف تقدمه. في عام 1623، نجحت جيوش حسن "عرب" باشا ومحمد بن فروخ وأحمد بن تراباي في هزيمة جيش فخر الدين في نهر العوجة، مما أجبره على الانسحاب من فلسطين.

### أعمال البناء

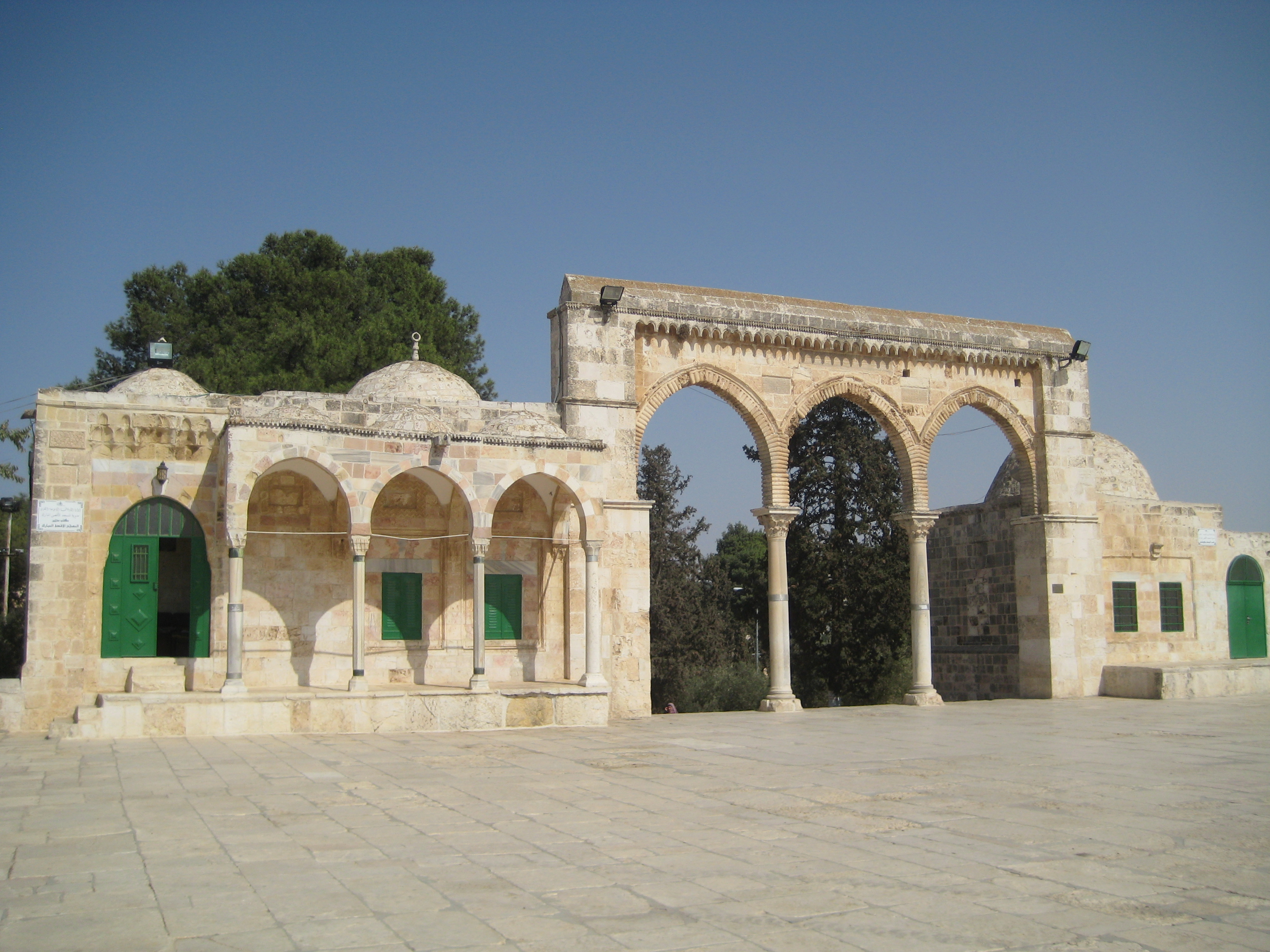
خلوة أحمد بن رضوان في الحرم القدسي الشريف

خلال فترة حكمهم، راكمت سلالة رضوان ثروة هائلة في غزة، بما في ذلك الأراضي الزراعية والعديد من الممتلكات العقارية. وقد خصصت الأسرة جزءًا كبيرًا من تلك الثروة للأوقاف (الصناديق الدينية)، التي استخدموها لتمويل بناء وصيانة المباني العامة المختلفة. ودُفن بعض أفراد السلالة في مقبرة الرضوان (مقبرة عائلة رضوان) الواقعة جنوب المسجد العمري الكبير (غزة). اعتبارًا من عام 2008، احتوت المقبرة على عدد قليل من القبور الرخامية. 
قامت الأسرة بترميم مئذنتي مسجدين في حي الشجاعية بغزة، بينما أعاد موسى باشا بناء مئذنة المسجد الكبير في غزة. كما تم تشييد مسجد داخل حدود حصن قصر الباشا، والتي أصبحت فيما بعد تعرف باسم قلعة الرضوان في ضوء وظيفتها كمسكن للرضوان(الدباوية). تم تجهيز القلعة نفسها بدفاعات إضافية، بما في ذلك فتحات الأسهم والفتحات الضيقة، والتي تم تمديدها لاستخدام المدفع.  خلال فترة حكم رضوان، أعيد بناء سوق الذهب (غزة) في حي الدرج بغزة وكذلك حمام حمام السمارة وكرفانات خان الزيت السابق.  أمر بهرام باشا ببناء السبيل الرئيسي ("النافورة") في غزة في منتصف القرن السادس عشر. 
في جبل الهيكل (الحرم الشريف) في القدس، كان لأحمد باشا بن رضوان خلوة، تُعرف بالخلوة المملوكية، بنيت للصوفيين المحليين برئاسة الغازي أبو السعود، ودراسة الفقه الإسلامي. في عام 1601. مهندس الخلوة هو عبد المحسن بن نمر الذي عمل في مشاريع أحمد باشا الأخرى في القدس. أنشأ أحمد باشا وقفاً لتمويل أبي السعود وصيانة الخلوة وإدارتها. 

## قائمة ولاة غزة رضوان
| محافظ حاكم            | حكم                    | ملحوظات                                                |
| --------------------- | ---------------------- | ------------------------------------------------------ |
| كارا شاهين مصطفى باشا | منتصف القرن الخامس عشر | رضوان أول محافظ غزة. التاريخ الدقيق للولاية غير محدد   |
| رضوان باشا            | 1570-1573              | ابن كارا شاهين مصطفى باشا.                             |
| احمد باشا الاول       | 1585-1605              | ابن رضوان باشا                                         |
| 'عرب حسن باشا         | 1605 - 1644            | ابن أحمد باشا الأول                                    |
| حسين باشا             | 1660-1644              | ابن عرب حسن باشا                                       |
| ابراهيم باشا          | 1661-1660              | ابن حسين باشا. توفي عام واحد في المنصب في حملة عسكرية. |
| حسين باشا             | 1662-1661              | الفصل الثاني. سجن وأعدم عام 1662/63.                   |
| موسى باشا             | 1679-1663              | شقيق حسين باشا                                         |
| احمد باشا الثاني      | 169-1679               | ابن موسى باشا. آخر محافظ رضوان غزة.                    |